# Orithales
Orithales är ett släkte av skalbaggar som beskrevs av Ernst Hellmuth von Kiesenwetter 1858. Orithales ingår i familjen knäppare.
Släktet innehåller bara arten Orithales serraticornis.

## Bildgalleri

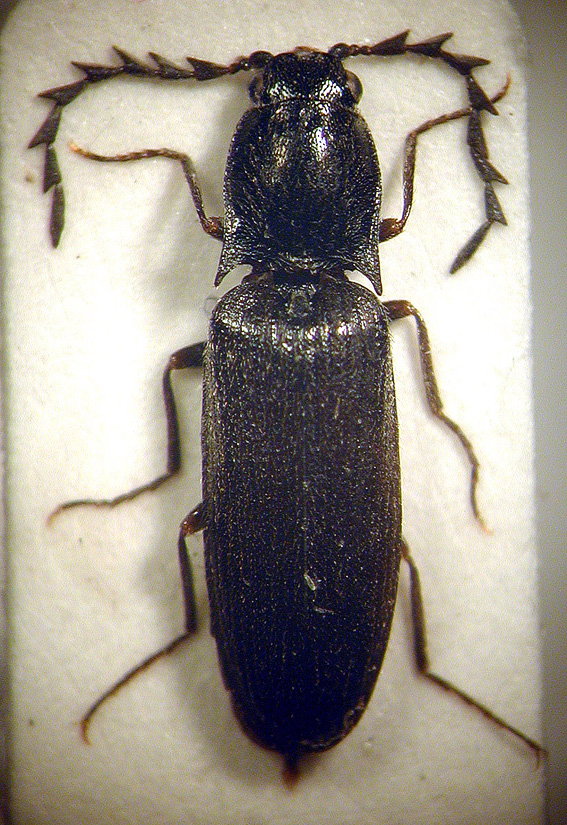